# Święto Mazurskiego Kartoflaka
Święto Mazurskiego Kartoflaka w Szczytnie odbywa się cyklicznie od 2008 roku w pierwszą sobotę sierpnia. Wydarzenie składa się z kilku części – konkursów i warsztatów kulinarnych, w których biorą udział stowarzyszenia, restauracje, mieszkańcy miasta i turyści, kiermaszu rękodzieła oraz koncertów zespołów ludowych. Święto każdego roku przyciąga setki fanów tradycyjnego jedzenia, miłośników wyrobów sztuki ludowej, wyrobów rzemieślniczych oraz folkloru z terenu Warmii i Mazur. W 2019 roku odbyła się XII edycja imprezy.